# Меркієві
Меркієві (Moerckiaceae) — родина печіночників ряду палавічініальних. Рослини талозні, зазвичай організовані у вигляді товстої середньої жилки, кожна сторона з широким крилом тканини товщиною в одну клітину. Усі види дводомні.